# Volo MK Airlines 1602
Il volo MK Airlines 1602 era un volo cargo della MK Airlines effettuato con un Boeing 747-200F dall'aeroporto internazionale di Halifax Stanfield, Nuova Scozia, Canada all'aeroporto di Saragozza, in Spagna. Si è schiantato al decollo nel 2004, uccidendo l'equipaggio di 7 persone. È stato il quarto incidente di MK Airlines, nonché il peggiore.

## L'aereo e l'equipaggio
Il Boeing 747-200 era stato originariamente prodotto per la South African Airways nel 1980 come ZS-SAR, effettuando il suo primo volo il 24 ottobre dello stesso anno e venendo consegnato il 6 novembre. Ad un certo punto durante il suo periodo di servizio con SAA, ZS-SAR fu riconvertito in un aereo cargo. L'11 novembre 1992 ZS-SAR venne affittato a Garuda Indonesia come 3B-NAS. Qualche tempo prima del settembre 1995 è stato restituito a SAA e nel marzo 2000 e venduto a MK Airlines come 9G-MKJ.
Il capitano era Michael Thornycroft, che lavorava per MK Airlines sin dalla sua fondazione nel 1990. Aveva registrato 23.200 ore di volo, di cui 4.000 sul Boeing 747. Thornycroft possedeva la doppia cittadinanza sudafricana (di cui era originario) e britannica. Il primo ufficiale era Gary Keogh, che aveva accumulato 8.537 ore di volo. L'ingegnere di volo era Peter Launder, con 2.000 ore di volo sul suo curriculum. A bordo erano presenti anche il capitano David Lamb e il tecnico di volo Steven Hooper, rispettivamente comandante e ingegnere di volo di riserva. Il primo vantava 1.600 di volo, il secondo 1.990 ore. L'ingegnere di terra era Mario Zhan, che aveva la doppia cittadinanza sudafricana e tedesca, e l'addetto al carico era Chris Strydom. Sei dei sette membri dell'equipaggio provenivano dallo Zimbabwe, escluso Thornycroft.

## L'incidente
Alle 00:03 ora locale, il 14 ottobre 2004, il volo MK Airlines 1602 decollò dall'aeroporto internazionale di Windsor-Locks-Bradley. L'aereo era stato caricato con un carico di trattori per poi compiere una sosta intermedia ad Halifax alle 02:12 per essere caricato con circa 53.000 kg (53 t; 117.000 libbre) di aragoste e pesce.
Il volo 1602 rullò sulla pista 24 (ora pista 23) e la corsa al decollo iniziò alle 06:53:22. Quando l'aereo raggiunse i 130 nodi (240 km/h; 150 mph), la barra di comando venne spostata verso poppa di 8,4° per avviare la rotazione mentre l'aereo superò la boa di 5.500 piedi (1.700 m) della pista 24; con 3.300 piedi (1.000 m) rimasti sulla pista, l'aereo cominciò a ruotare. L'assetto del beccheggio si stabilizzò brevemente a circa 9° in altezza, con una velocità relativa di 144 nodi (267 km/h; 166 mph). Poiché il 747 non si era ancora alzato dalla pista, la cloche è stata girata ulteriormente a poppa di 10° e l'aereo rispose con un ulteriore beccheggio fino a circa 11°; in questo momento si verificò un tailstrike. L'aereo viaggiava approssimativamente alla velocità di 8.000 piedi (2.400 m) pendendo leggermente a sinistra rispetto alla linea centrale. La barra è stata quindi leggermente rilassata a 9° verso poppa. L'assetto del beccheggio si stabilizzò in questo intervallo di 11° per i successivi quattro secondi, cosa che diminuì il tailstrike. Con circa 600 piedi (180 m) di pista rimanenti, le levette vennero portate al 92% di potenza e i rapporti di pressione del motore (EPR) aumentarono a 1,60. Con 420 piedi (130 m) rimasti ebbe luogo un secondo tailstrike. Quando l'aereo superò la fine della pista, la barra di comando era inclinata di 13,5° verso poppa, l'assetto di beccheggio era di 11,9° con il muso in alto e la velocità relativa era di 152 nodi (282 km/h; 175 mph). Il più alto beccheggio di 14,5° registrato fino a quel momento era di un minuto e due secondi dopo l'inizio del decollo dopo che il 747 ha superato la fine della pista a una velocità di 155 nodi (287 km/h; 178 mph). L'aereo decollò a circa 200 m (670 piedi) oltre la superficie pavimentata e volò a una distanza di 99 m (325 piedi). La fusoliera inferiore a poppa colpì una banchina di terra che supportava un'antenna del sistema di atterraggio strumentale (ILS) a 300 metri (980 piedi) oltre l'estremità della pista, separandosi dal resto del velivolo. L'aereo si diresse in avanti in linea retta per altri 1.200 piedi (370 m), frantumandosi in pezzi e prendendo fuoco una volta colpito il suolo.

## La risposta dei soccorritori
Risposero alla chiamata d'emergenza oltre 60-80 vigili del fuoco e 20 apparati dell'Halifax Regional Fire and Emergency. Ci vollero quasi tre ore per spegnere l'incendio post-incidente.

## Le indagini
Un'indagine sull'incidente rivelò che l'equipaggio di condotta aveva utilizzato le velocità e le impostazioni di spinta errate durante il tentativo di decollo, con dati di decollo errati calcolati durante la preparazione del volo (calcolo della velocità V errato, come risultato del riutilizzo un peso al decollo più leggero di 240.000 chilogrammi (530.000 libbre) rispetto al precedente volo dell'aereo a Bradley, invece del peso corretto di 353.000 chilogrammi (778.000 libbre)). Il rapporto ufficiale accusò la compagnia di gravi mancanze nei tempi di volo e di servizio, senza regolamenti o regole aziendali che disciplinassero i periodi massimi di servizio per i capo-addetti al carico e gli ingegneri di terra, con conseguente aumento del potenziale di errori indotti dalla fatica.
MK Airlines contestò i risultati, citando il fatto che il registratore di suoni della cabina di pilotaggio (CVR) era rimasto troppo danneggiato nell'incendio post-incidente per fornire informazioni utili.